# Ruth Britto
Pour les articles homonymes, voir Britto (homonymie).
Ruth Alexandra Britto-Pacumio est une physicienne mathématique américaine dont les recherches portent sur les trous noirs, la théorie de Yang-Mills et la théorie des intégrales de Feynman ; avec Freddy Cachazo (en), Bo Feng et Edward Witten elle l'un des noms de la récursivité BCFW (en) pour les amplitudes de diffusion en informatique. Elle est professeure associée en mathématiques et physique théorique au Trinity College de Dublin, et elle est également affiliée auprès de l'Institut de Physique Théorique du Centre CEA de Saclay.

## Formation et carrière
Britto est originaire de Binghamton, New York, où son père, Ronald Britto était professeur d'économie à l'université de Binghamton. En tant qu'étudiante de premier cycle en mathématiques au Massachusetts Institute of Technology, elle est la lauréate en 1994 du prix Elizabeth Lowell Putnam pour la meilleure performance d'une étudiante au concours de mathématiques William Lowell Putnam et la lauréate en 1995 du prix Alice T. Schafer pour l'excellence en mathématiques par une femme de premier cycle, décerné par l'Association for Women in Mathematics. 
Elle obtient son doctorat en physique à l'université Harvard en 2002. Sa thèse, intitulée Bound states of supersymmetric black holes (États liés des trous noirs supersymétriques), est dirigée par Andrew Strominger . Elle est chercheuse à l'Institute for Advanced Study, à l'université d'Amsterdam, au Fermilab et au CEA Saclay avant de rejoindre le personnel du Trinity College en 2014.